# Johann Wilhelm Theobald
Johann Wilhelm Theobald (* 7. September 1726 in Petersacker, heute Oberdiebach, Rheinland-Pfalz; † 30. April 1816 in Rastatt) war ein katholischer Priester, Lazaristenpater, erster Provinzial seines Ordens in der Kurpfalz und Pfarrer von Neustadt an der Weinstraße.

## Leben und Wirken

### Frühes Leben
Johann Wilhelm Theobald wurde als Sohn seines gleichnamigen Vaters und dessen 2. Frau Eva,  verwitwete Georg, geboren. Die Eltern waren Pächter des zum Eigentum der Zisterzienserabtei Altenberg gehörenden Petersackerhofs bei Bacharach, welcher jedoch territorial der Kurpfalz unterstand.  Heute ist der Hof in der Gemeinde Oberdiebach aufgegangen.
Am 14. September 1746 trat Theobald in den Lazaristenorden ein und legte am 15. September 1748 die ewige Profess ab. 1752 empfing er die Priesterweihe. Mit Datum vom 17. April 1776 avancierte der Geistliche zum Superior am kleinen Seminar St. Anna zu Metz. Zu seinen dortigen Schülern zählte der spätere Pirmasenser Pfarrer Johann Michael Schang (1757–1842), den man auch den pfälzischen „Pfarrer von Ars“ nennt.

### Lazaristenprovinzial
Am 21. August 1773 hatte Papst  Clemens XIV. mit der Bulle „Dominus ac redemptor noster“ den Jesuitenorden aufgehoben. Da er in der Kurpfalz sehr verdienstvoll in der Seelsorge wirkte, Lehrstühle an der Heidelberger Universität innehatte, mehrere Lateinschulen und die Sternwarte Mannheim betrieb, versuchte Kurfürst Karl Theodor die Aufhebung möglichst hinauszuzögern. Er forderte zunächst die schriftliche Zustellung der Aufhebungsbulle und ermöglichte den bisherigen Jesuiten danach das weitere Wirken auf ihren Posten als Weltgeistliche. Gleichzeitig suchte er nach einer Kongregation, die ihre rechtliche Nachfolge, besonders auch hinsichtlich der Klöster und Liegenschaften antreten sollte.
Hierbei entschied er sich für den von St. Vinzenz von Paul gegründeten Lazaristenorden, der bislang im deutschen Sprachraum lediglich in Wien wirkte.
Zum 7. November 1781 verfügte Kurfürst Karl Theodor auf Empfehlung seines Hofkaplans Nicolas Maillot de la Treille die Einführung des Lazaristenordens in der Kurpfalz und übertrug ihm sämtliche Besitztümer und Rechte der bisherigen Jesuiten. Als ersten kurpfälzischen Provinzial der Gemeinschaft ernannte er bereits mit Datum vom 12. Oktober des Jahres einen Sohn seines Landes, Pater Johann Wilhelm Theobald.
Theobald baute die neue Ordensprovinz unter großen Mühen auf und residierte zunächst in Heidelberg. Der Kurfürst lebte seit 1778 in München und die Kurpfalz war inzwischen zur Provinz herabgesunken. Den Lazaristen hatte man vorenthalten, dass auf den Jesuitengütern, z. B. in Petersau (bei Frankenthal) und Ingelheim am Rhein, schwere Abgaben lasteten, insbesondere auch die Pensionen für ehemalige Jesuiten, welche die autark agierende kurpfälzische Verwaltung kurzerhand auf diese Besitztümer umgelegt hatte. Neben der komplizierten Aufbauarbeit musste die Kongregation somit von Anfang an mit beträchtlichen finanziellen Schwierigkeiten kämpfen.
Als Pater Theobald die wirtschaftlich verfahrene Situation der neuen Ordensprovinz in ihrer vollen Tragweite erkannte, bat er 1783 um eine Visitation durch den General-Assistenten Pater Anton de Holleville. Dieser entsandte nach Abschluss der örtlichen Überprüfungen einen jüngeren, energischen Nachfolger als pfälzischen Provinzial, den Franzosen Johann Andreas Jacob.
In Theobalds Heidelberger Zeit war Joseph Anton Sambuga, späterer Erzieher König Ludwig I. von Bayern, dem Lazaristenorden beigetreten und wirkte als einer seiner Mitarbeiter.

### Pfarrer in Neustadt

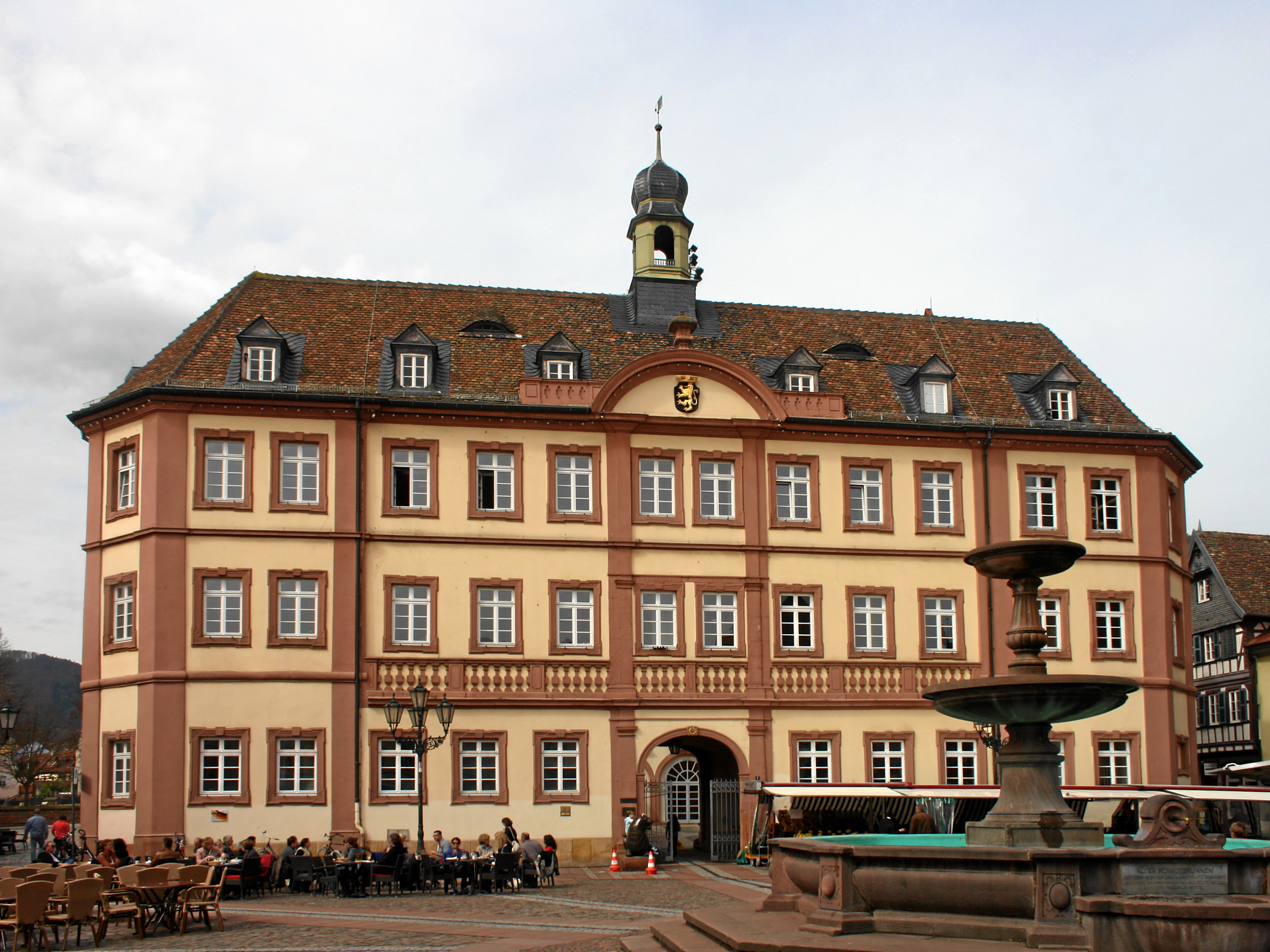
Pater Theobalds Residenz, das ehemalige Jesuitenkolleg Neustadt (heute Stadthaus)

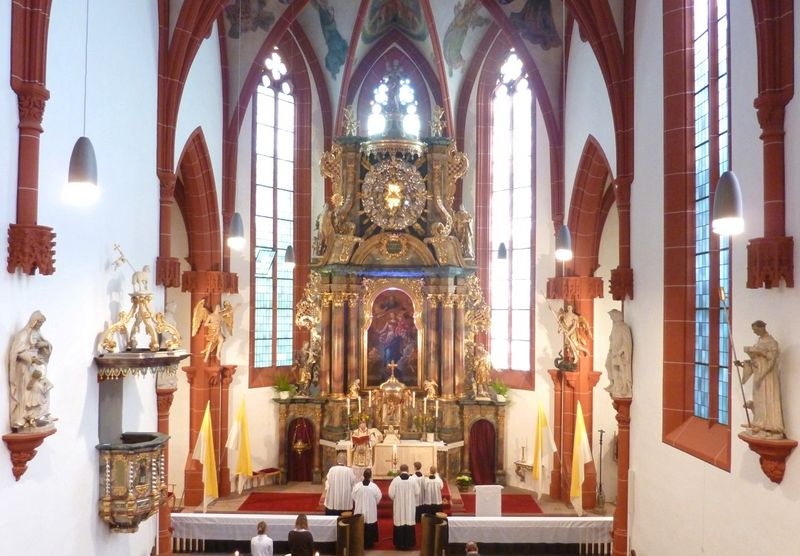
Pater Theobalds Neustadter Pfarrkirche, der Chor der simultanen Stiftskirche

Johann Wilhelm Theobald übernahm 1784 eine Seelsorgestelle in Mannheim und als im Januar 1785 der bisherige Stadtpfarrer von Neustadt an der Weinstraße, der Ex-Jesuit Franz Joseph Weckesser starb, präsentierte ihn Kurfürst Karl Theodor auf diese wichtige Pfarrei. Dabei bezeichnete ihn der Herrscher, als „unseren geliebten Johann Wilhelm Theobald, der uns hinsichtlich seines Lebens, seiner Sitten und anderer Tugendverdienste empfohlen wurde“ und bittet den zuständigen Bischof von Speyer ihn als Neustadter Pfarrer einzusetzen, „wenn er nach vorausgehenden Examen als fähig und geeignet erfunden wird“.
Zum 24. Mai  1785 entließ das Bistum Worms, dem er bisher unterstand, Pater Theobald aus seinem Dienstverhältnis und Weihbischof Stephan Alexander Würdtwein empfahl ihn bei dieser Gelegenheit bestens an den Speyerer Bischof  August von Limburg-Stirum. Dieser übernahm ihn in seine Diözese und betraute ihn mit der Pfarrei Neustadt. Dort wohnte Theobald im ehemaligen Jesuitenkolleg, das nun den Lazaristen gehörte, dem heutigen Stadthaus; katholische Pfarrkirche war der Chor der simultan genutzten Stiftskirche. Außer ihm waren noch ein bis zwei Lazaristenpatres in Neustadt tätig, hauptsächlich zum Betrieb der Lateinschule. Pater Theobald fungierte neben seinem Pfarramt als örtlicher Ordenssuperior (Oberer).
Neustadt lag im Kampfgebiet des sogenannten Ersten Koalitionskrieges zwischen Frankreich und dem Deutschen Reich. 1794 wurde es von den französischen Revolutionären besetzt. Pfarrer Theobald vermerkte im Kirchenbuch, dass er sich vom 30. Oktober 1794 bis zum 25. November 1795 aus Neustadt entfernt hatte, da er den geforderten Eid auf die Zivilverfassung nicht leisten wollte. Hierbei rettete er auch wertvolles Kircheninventar nach Mannheim, das sich heute wieder in der Pfarrei Neustadt befindet. Der Historiker Alban Haas schreibt dazu 1960 in seinem Buch „Die Lazaristen in der Kurpfalz“ (Seite 50):  „Der Klugheit und Umsicht Theobalds verdankt die katholische Pfarrkirche in Neustadt heute noch den Besitz ihrer kunstvollen Altargeräte. Die Jesuiten hatten sie um 1740 durch den Gold- und Silberschmied Johann Lent in Mainz anfertigen lassen. Es sind dies eine silbergetriebene, reich vergoldete und mit Heiligen verzierte Monstranz, ein ebenso kunstvolles Ziborium, ein Prachtkelch mit Steinen und Emailbildern und mehrere einfachere Kelche. Ferner zwei in Silber getriebene, große Rokoko-Leuchter und ein silbernes Rauchfass.“ 
1796 wurde die kurpfälzische Provinz der Lazaristen wieder aufgelöst. Neustadt und der linksrheinische Teil der Kurpfalz standen ohnehin bereits unter französischer Besatzung. Trotzdem blieb Johann Wilhelm Theobald auf seinem Posten und bewahrte in dieser gefahrvollen Zeit das katholische Gemeindeleben Neustadts. Öfter hatten er und seine Hilfspriester fliehen müssen, sie kamen jedoch immer in gewissen Abständen heimlich in die Stadt, spendeten die Sakramente und hielten über Mittelsmänner Kontakt mit der Pfarrei. Wilhelm Theobald wirkte bis August 1798 als Pfarrer von Neustadt; er resignierte altersbedingt. Da sich die religiösen Verhältnisse etwas konsolidiert hatten, konnte sein Kaplan (seit 1797) Jakob Jungkenn die offizielle Nachfolge antreten.

### Emeritus
Pater Theobald zog sich nach Heidelberg zurück; ab 1808 zu seinen Verwandten nach Rastatt. Ein Behördengutachten sagt über ihn aus: „Er ist ein verdienstvoller alter Mann, dabei Pfälzer ...“, weshalb er eine angemessene Pension verdiene.
Der Geistliche starb am 30. April 1816, im Alter von fast 90 Jahren, in Rastatt. Seine Nichte Henriette Schwendt geb. Theobald wird als Zeugin des Todes angegeben. Der damalige Stadtpfarrer und spätere Freiburger Erzbischof Ignaz Anton Demeter begrub ihn am 1. Mai  auf dem örtlichen Friedhof. Die Grabinschrift lautete: „Hochwürden Herr Johann Wilhelm Theobald, Provinzial des ehemaligen Lazaristen-Ordens. Er war zu Petersacker in der Rheinpfalz, im Jahre 1726 geboren, erhielt die Priesterweihe im Jahre 1752 und wurde Pfarrer zu Neustadt an der Haardt.“

## Familienumfeld

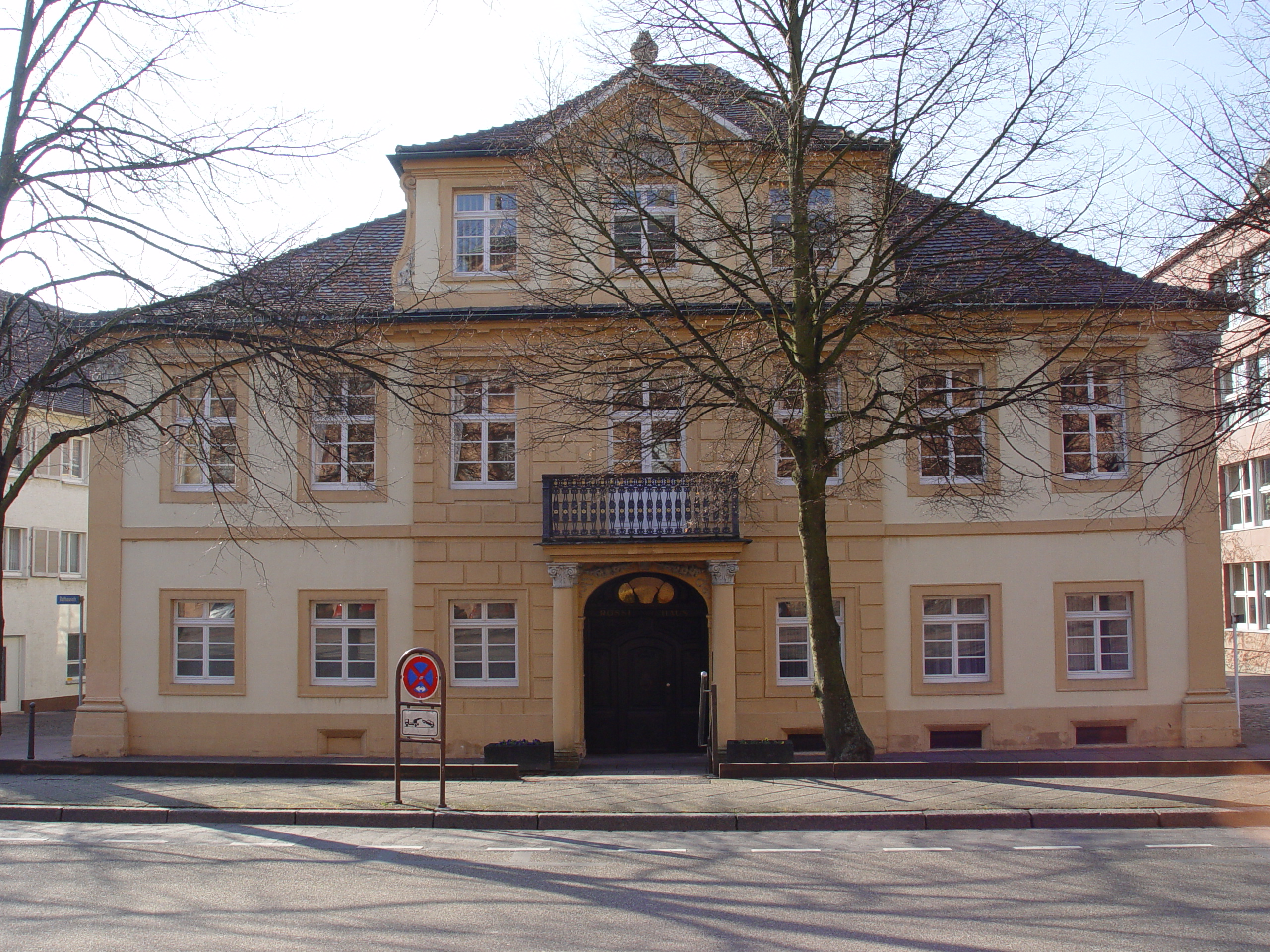
Das Rossi-Haus, Sitz der Familie Theobald bzw. Schwendt in Rastatt

Johann Wilhelm Theobalds älterer Bruder Johann Peter Theobald (1717–1802) lebte in Rastatt als württembergischer Oberstleutnant und Kriegsrat. Zwei seiner Söhne, die Neffen von Pater Wilhelm Theobald, machten noch zu Lebzeiten des Onkels hohe militärische Karrieren und wurden geadelt: 
Joseph von Theobald  (1772–1837) war württembergischer Generalmajor und Landtagsabgeordneter; als Komtur des Württembergischen Militärverdienstordens und Ritter der französischen Ehrenlegion hatte er 1809 das persönliche Adelsprädikat erhalten.
Sein Bruder Karl Peter von Theobald (1769–1837) war bayerischer Generalleutnant, Inhaber des 1. Bayerischen Infanterie Regiments „König“ in München und später Pfälzischer Militärkommandeur (Brigadier) in Speyer. Er hatte wegen besonderer Tapferkeit in den Befreiungskriegen, 1814 den Bayerischen Militär-Max-Joseph-Orden erhalten und trug den persönlichen Adelstitel eines „Ritter von“.
Ein weiterer Bruder, Joseph Karl Valentin Theobald (1800–1862), war badischer Generalleutnant.
Die Schwester Henriette Theobald, verheiratet mit dem Kaufmann Sigismund Schwendt, kümmerte sich offenbar um den geistlichen Onkel, da sie bei seinem Tode als Zeugin anwesend war. Sie besaß das von ihrem Vater übernommene Rossi-Haus, eines der prächtigsten Privatanwesen in Rastatt, in dem auch Pater Johann Wilhelm Theobald seine letzten Jahre verlebt haben dürfte.